# T61型水雷艇
T61型水雷艇（1940型艦隊水雷艇）とは、ナチス・ドイツ海軍が第二次世界大戦において建造を計画していた水雷艇である。1942年から1944年にかけて24隻を建造予定であったが、いずれも完成には至らなかった。本級は水雷艇に分類されるものの、船体構造は駆逐艦に匹敵するものであった。
1940年5月にドイツがオランダを征服した後、オランダの造船所で建設されることになっていたが、オランダの労働者が非協力的であったことと物資の不足により、計画は途上で終わった。ドイツ軍は完成間近の3隻をオランダから曳航したが、そのうちの1隻は途中で連合軍の爆撃機によって沈められ、ドイツまでたどり着いた2隻も就役することなく1946年に自沈した。

## 建造
ドイツ海軍は1940年11月19日にT61からT68を発注したが、T65からT68は1941年1月6日に確定されるまで暫定的な発注にすぎなかった。さらに、T69からT72を1941年5月3日に、T73からT84を8月27日に発注した。T67、T68、T72は1943年9月にオランダ造船から他の造船所に移管された。ドイツ海軍は当初、最初の6隻を1943年初頭に編成予定の第3駆逐艦隊に配備することを想定していた。しかしオランダの労働者は建設を度々妨害し、加えて真鍮、銅、アルミニウムの不足により、3隻を除くすべての船の建設が1942年4月までに中止された。
T65はドイツ海軍が完成を目指しドイツまで曳航したT61型の3隻のうちの最初の艦であった。T65はは10月にブレーメンを経由し、12月下旬に東プロイセンのエルブロンクまで曳航され、シハウ造船所で建造が進められた。しかし1945年1月22日に停電や労働者の不足、東プロイセンに接近していたソビエト軍の侵攻により造船所が閉鎖された後、T65はブレーメンまで曳航され、1946年7月2日に自沈処分となった。
T61はT65に続いてドイツへ向けて曳航されたが、9月12日に爆撃機ボーファイターに攻撃され、デン・ヘルダー沖で沈没した。
T63は1944年11月にロッテルダムから曳航され、1945年1月にキールに到着した。しかしT65と同様に、1946年12月31日にスカゲラク海峡にて自沈した。 

## 同型艦
| 艦名 | 建造所                       | 起工           | 進水           | 最後                           |
| ---- | ---------------------------- | -------------- | -------------- | ------------------------------ |
| T61  | フェイエノールト造船所       | 1942年4月1日   | 1944年8月15日  | 1944年9月12日に爆撃により沈没  |
| T62  | フェイエノールト造船所       | 1942年4月1日   | 進水せず       | 1945年から1946年にかけて解体   |
| T63  | ロッテルダム造船所           | 1942年7月1日   | 1944年10月28日 | 1946年12月31日に自沈           |
| T64  | ロッテルダム造船所           | 1942年4月1日   | 進水せず       | 1945年から1946年にかけて解体   |
| T65  | ダーメン・シェルデ海軍造船所 | 1942年12月1日  | 1944年7月8日   | 1946年7月2日自沈               |
| T66  | ダーメン・シェルデ海軍造船所 | 1942年12月1日  | 1944年7月29日  | 恐らく空襲で破壊               |
| T67  | ダーメン・シェルデ海軍造船所 | 1943年11月23日 | 進水せず       | 1945年11月から12月にかけて解体 |
| T68  | フェイエノールト造船所       | 恐らく起工せず | 恐らく起工せず | 恐らく起工せず                 |
| T69  | フェイエノールト造船所       | 1942年4月1日   | 恐らく進水せず | 恐らく進水せず                 |
| T70  | ロッテルダム造船所           | 1942年4月1日   | 進水せず       | 1945年から1946年にかけて解体   |
| T71  | ダーメン・シェルデ海軍造船所 | 起工せず       | 起工せず       | 起工せず                       |
| T72  | ロッテルダム造船所           | 起工せず       | 起工せず       | 起工せず                       |
| T73  | フェイエノールト造船所       | 起工せず       | 起工せず       | 起工せず                       |
| T74  | フェイエノールト造船所       | 起工せず       | 起工せず       | 起工せず                       |
| T75  | フェイエノールト造船所       | 起工せず       | 起工せず       | 起工せず                       |
| T76  | ロッテルダム造船所           | 起工せず       | 起工せず       | 起工せず                       |
| T77  | ロッテルダム造船所           | 起工せず       | 起工せず       | 起工せず                       |
| T78  | ロッテルダム造船所           | 起工せず       | 起工せず       | 起工せず                       |
| T79  | ダーメン・シェルデ海軍造船所 | 起工せず       | 起工せず       | 起工せず                       |
| T80  | ダーメン・シェルデ海軍造船所 | 起工せず       | 起工せず       | 起工せず                       |
| T81  | ダーメン・シェルデ海軍造船所 | 起工せず       | 起工せず       | 起工せず                       |
| T82  | アムステルダムの造船所       | 起工せず       | 起工せず       | 起工せず                       |
| T83  | アムステルダムの造船所       | 起工せず       | 起工せず       | 起工せず                       |
| T84  | アムステルダムの造船所       | 起工せず       | 起工せず       | 起工せず                       |